# Olaf Hoffsbakken
Olaf Hoffsbakken (n. 2 septembrie 1908, Norvegia – d. 23 noiembrie 1986, Comuna Gjøvik, Oppland, Norvegia) a fost un schior de fond ce a reprezentat Norvegia, medaliat olimpic. A participat la o ediție a Jocurilor Olimpice (1936) în care a câștigat două medalii de argint.